# Liste des conjoints des souverains des Pays-Bas

Armoiries des Pays-Bas (maison d’Orange-Nassau) de 1815 à 1907.

Armoiries des Pays-Bas depuis 1907.

Les conjoints des souverains néerlandais reçoivent le titre de reine des Pays-Bas (en néerlandais : koningin der Nederlanden) ou celui de prince consort (Prins-gemaal). Neuf conjoints royaux se sont succédé depuis l’instauration de la monarchie aux Pays-Bas en 1806.

## Reine de Hollande

### Maison Bonaparte
| Rang | Portrait                | Reine                                                                                       | Période                                            | Époux                      | Maison                                                   |
| ---- | ----------------------- | ------------------------------------------------------------------------------------------- | -------------------------------------------------- | -------------------------- | -------------------------------------------------------- |
| 1    | Hortense de Beauharnais | Hortense de Beauharnais Née le 10 avril 1783 à Paris — Morte le 5 octobre 1837 à Salenstein | 5 juin 1806 — 1er juillet 1810 (4 ans et 26 jours) | Louis Ier, roi de Hollande | Maison de Beauharnais (fille d’Alexandre de Beauharnais) |

## Reines et princes consorts des Pays-Bas

### Maison d’Orange-Nassau
| Rang | Portrait                | Reine / Prince consort                                                                           | Période                                                         | Conjoint                        | Maison                                                                                  |
| ---- | ----------------------- | ------------------------------------------------------------------------------------------------ | --------------------------------------------------------------- | ------------------------------- | --------------------------------------------------------------------------------------- |
| 2    | Wilhelmine de Prusse    | Wilhelmine de Prusse Née le 18 novembre 1774 à Potsdam — Morte le 12 octobre 1837 à La Haye      | 6 décembre 1813 — 12 octobre 1837 (23 ans, 10 mois et 6 jours)  | Guillaume Ier, roi des Pays-Bas | Maison de Hohenzollern (fille de Frédéric-Guillaume II de Prusse)                       |
| 3    | Anne Pavlovna de Russie | Anne de Russie Née le 18 janvier 1795 à Saint-Pétersbourg — Morte le 1er mars 1865 à La Haye     | 7 octobre 1840 — 7 mars 1849 (8 ans et 5 mois)                  | Guillaume II, roi des Pays-Bas  | Maison de Holstein-Gottorp-Romanov (fille de Paul Ier de Russie)                        |
| 4    | Sophie de Wurtemberg    | Sophie de Wurtemberg Née le 17 juin 1818 à Stuttgart — Morte le 3 juin 1877 à La Haye            | 7 mars 1849 — 3 juin 1877 (28 ans, 2 mois et 27 jours)          | Guillaume III, roi des Pays-Bas | Maison de Wurtemberg (fille de Guillaume Ier de Wurtemberg)                             |
| 5    | Emma de Waldeck-Pyrmont | Emma de Waldeck-Pyrmont Née le 2 août 1858 à Arolsen — Morte le 20 mars 1934 à La Haye           | 7 janvier 1879 — 23 novembre 1890 (11 ans, 10 mois et 16 jours) | Guillaume III, roi des Pays-Bas | Maison de Waldeck-Pyrmont (fille de Georges-Victor de Waldeck-Pyrmont)                  |
| 6    | Emma de Waldeck-Pyrmont | Henri de Mecklembourg-Schwerin Né le 19 avril 1876 à Schwerin — Mort le 3 juillet 1934 à La Haye | 7 février 1901 — 3 juillet 1934 (33 ans, 4 mois et 26 jours)    | Wilhelmine, reine des Pays-Bas  | Maison de Mecklembourg-Schwerin (fils de Frédéric-François II de Mecklembourg-Schwerin) |

### Maison de Mecklembourg-Schwerin
| Rang | Portrait                      | Prince consort                                                                                | Période                                                       | Conjoint                    | Maison                                                 |
| ---- | ----------------------------- | --------------------------------------------------------------------------------------------- | ------------------------------------------------------------- | --------------------------- | ------------------------------------------------------ |
| 7    | Bernhard de Lippe-Biesterfeld | Bernhard de Lippe-Biesterfeld Né le 29 juin 1911 à Iéna — Mort le 1er décembre 2004 à Utrecht | 6 septembre 1948 — 30 avril 1980 (31 ans, 7 mois et 24 jours) | Juliana, reine des Pays-Bas | Maison de Lippe-Biesterfeld (fils de Bernard de Lippe) |

### Maison de Lippe-Biesterfeld
| Rang | Portrait          | Prince consort                                                                            | Période                                                    | Conjoint                    | Maison                                               |
| ---- | ----------------- | ----------------------------------------------------------------------------------------- | ---------------------------------------------------------- | --------------------------- | ---------------------------------------------------- |
| 8    | Nicolas d’Amsberg | Claus von Amsberg Né le 6 septembre 1926 à Hitzacker — Mort le 6 octobre 2002 à Amsterdam | 30 avril 1980 — 6 octobre 2002 (22 ans, 5 mois et 6 jours) | Beatrix, reine des Pays-Bas | Maison von Amsberg (fils de Claus-Felix von Amsberg) |

### Maison d’Amsberg
| Rang | Portrait           | Reine                                                | Période                                              | Époux                              | Maison                                           |
| ---- | ------------------ | ---------------------------------------------------- | ---------------------------------------------------- | ---------------------------------- | ------------------------------------------------ |
| 9    | Máxima Zorreguieta | Máxima Zorreguieta Née le 17 mai 1971 à Buenos Aires | Depuis le 30 avril 2013 (11 ans, 10 mois et 6 jours) | Willem-Alexander, roi des Pays-Bas | Famille Zorreguieta (fille de Jorge Zorreguieta) |